# Sam Kersten
Sam Kersten (Nimega, 30 gennaio 1998) è un calciatore olandese, difensore dell'Heerenveen.

## Caratteristiche tecniche
È un difensore centrale.

## Carriera
Cresciuto nel settore giovanile del Den Bosch, ha esordito in prima squadra il 2 dicembre 2016 subentrando a Jeremy Fernandes in occasione dell'incontro di Eerste Divisie pareggiato per 2-2 contro il Dordrecht. Nel 2019 viene acquistato dal club di Eredivisie PEC Zwolle, con cui esordisce il 25 agosto 2019 nella partita di campionato terminata sul risultato di 2-2 contro lo Sparta Rotterdam.
Al termine della stagione 2023-2024 lascia il PEC Zwolle, con un totale di 115 presenze, per trasferirsi all'Heerenveen.

## Statistiche

### Presenze e reti nei club
Statistiche aggiornate al 3 giugno 2024.
| Stagione          | Squadra           | Campionato        | Campionato | Campionato | Coppe nazionali | Coppe nazionali | Coppe nazionali | Coppe continentali | Coppe continentali | Coppe continentali | Altre coppe | Altre coppe | Altre coppe | Totale | Totale | Totale |
| Stagione          | Squadra           | Comp              | Pres       | Reti       | Comp            | Pres            | Reti            | Comp               | Pres               | Reti               | Comp        | Pres        | Reti        | Pres   | Reti   |        |
| ----------------- | ----------------- | ----------------- | ---------- | ---------- | --------------- | --------------- | --------------- | ------------------ | ------------------ | ------------------ | ----------- | ----------- | ----------- | ------ | ------ | ------ |
| 2016-2017         | Den Bosch         | EED               | 5          | 0          | CO              | 0               | 0               | -                  | -                  | -                  | -           | -           | -           | 5      | 0      |        |
| 2017-2018         | Den Bosch         | EED               | 36         | 0          | CO              | 1               | 0               | -                  | -                  | -                  | -           | -           | -           | 37     | 0      |        |
| 2018-2019         | Den Bosch         | EED               | 33         | 0          | CO              | 2               | 0               | -                  | -                  | -                  | -           | -           | -           | 35     | 0      |        |
| Totale Den Bosch  | Totale Den Bosch  | Totale Den Bosch  | 74         | 0          |                 | 3               | 0               |                    | -                  | -                  |             | -           | -           | 77     | 0      |        |
| 2019-2020         | PEC Zwolle        | ED                | 16         | 0          | CO              | 0               | 0               | -                  | -                  | -                  | -           | -           | -           | 16     | 0      |        |
| 2020-2021         | PEC Zwolle        | ED                | 28         | 0          | CO              | 0               | 0               | -                  | -                  | -                  | -           | -           | -           | 28     | 0      |        |
| 2021-2022         | PEC Zwolle        | ED                | 14         | 0          | CO              | 1               | 0               | -                  | -                  | -                  | -           | -           | -           | 15     | 0      |        |
| 2022-2023         | PEC Zwolle        | EED               | 19         | 0          | CO              | 2               | 0               | -                  | -                  | -                  | -           | -           | -           | 21     | 0      |        |
| 2023-2024         | PEC Zwolle        | ED                | 34         | 0          | CO              | 1               | 0               | -                  | -                  | -                  | -           | -           | -           | 35     | 0      |        |
| Totale PEC Zwolle | Totale PEC Zwolle | Totale PEC Zwolle | 111        | 0          |                 | 4               | 0               |                    | -                  | -                  |             | -           | -           | 115    | 0      |        |
| 2024-2025         | Heerenveen        | ED                | 0          | 0          | CO              | 0               | 0               | -                  | -                  | -                  | -           | -           | -           | 0      | 0      |        |
| Totale carriera   | Totale carriera   | Totale carriera   | 185        | 0          |                 | 7               | 0               |                    | -                  | -                  |             | -           | -           | 192    | 0      |        |